# The Cure (альбом)
The Cure — дванадцятий студійний альбом англійського гурту з однойменною назвою, випущений 25 червня 2004 року. Це був перший студійний альбом гурту, випущений на лейблі Geffen Records. Альбом був повністю спродюсований американським продюсером Россом Робінсоном та фронтменом Робертом Смітом і включає сингл «The End of the World».

## Список пісень
Усі тексти написані Робертом Смітом; уся музика — гуртом The Cure (Сміт, Перрі Бамонте, Саймон Геллап, Джейсон Купер і Роджер О'Доннелл).
| #     | Назва | Тривалість |
| ----- | --- | ---------- |
| 1.    | «Lost» | 4:07       |
| 2.    | «Labyrinth»                                                                                                   | 5:14       |
| 3.    | «Before Three»                                                                                                | 4:40       |
| 4.    | «Truth Goodness and Beauty» (відсутня на північноамериканських, бразильських та деяких європейських виданнях) | 4:20       |
| 5.    | «The End of the World»                                                                                        | 3:44       |
| 6.    | «Anniversary»                                                                                                 | 4:22       |
| 7.    | «Us or Them»                                                                                                  | 4:09       |
| 8.    | «Fake» (відсутня на CD, окрім японських видань)                                                               | 4:43       |
| 9.    | «alt.end» | 4:30       |
| 10.   | «(I Don't Know What's Going) On»                                                                              | 2:57       |
| 11.   | «Taking Off»                                                                                                  | 3:19       |
| 12.   | «Never» | 4:04       |
| 13.   | «The Promise»                                                                                                 | 10:21      |
| 14.   | «Going Nowhere» (відсутня на північноамериканських виданнях)                                                  | 3:28       |
| 63:58 | |            |

| Бонус-трек лише для вінілового видання | Бонус-трек лише для вінілового видання | Бонус-трек лише для вінілового видання |
| #                                      | Назва                                  | Тривалість                             |
| -------------------------------------- | -------------------------------------- | -------------------------------------- |
| 15.                                    | «This Morning»                         | 7:15                                   |
| 71:13                                  |                                        |                                        |

Бонус-DVD
1. «Back On» (інструментальна версія «Lost»)
2. «The Broken Promise» (інструментальна версія «The Promise»)
3. «Someone's Coming» (альтернативна версія «Truth Goodness and Beauty»)

## Чарти
| Чарти (2004)                                         | Найвища позиція |
| ---------------------------------------------------- | --------------- |
| Австралія Australian Albums (ARIA)                   | 28              |
| Австрія Austrian Albums (Ö3 Austria)                 | 12              |
| Бельгія Belgian Albums (Ultratop Flanders)           | 7               |
| Бельгія Belgian Albums (Ultratop Wallonia)           | 4               |
| Czech Albums (ČNS IFPI)                              | 21              |
| Данія Danish Albums (Hitlisten)                      | 6               |
| Нідерланди Dutch Albums (MegaCharts)                 | 37              |
| European Albums (Billboard)                          | 1               |
| Фінляндія Finnish Albums (Suomen virallinen lista)   | 18              |
| Франція French Albums (SNEP)                         | 4               |
| Німеччина German Albums (Offizielle Top 100)         | 3               |
| Greek Albums (IFPI)                                  | 12              |
| Ірландія Irish Albums (IRMA)                         | 18              |
| Італія Italian Albums (FIMI)                         | 2               |
| Нова Зеландія New Zealand Albums (Recorded Music NZ) | 32              |
| Норвегія Norwegian Albums (VG-lista)                 | 10              |
| Польща Polish Albums (ZPAV)                          | 9               |
| Португалія Portuguese Albums (AFP)                   | 18              |
| Шотландія Scottish Albums (OCC)                      | 11              |
| Spanish Albums (AFYVE)                               | 5               |
| Швеція Swedish Albums (Sverigetopplistan)            | 10              |
| Швейцарія Swiss Albums (Schweizer Hitparade)         | 5               |
| Велика Британія UK Albums (OCC)                      | 8               |
| США Billboard 200                                    | 7               |

## Сертифікації
| Регіон                                             | Сертифікація | Продажі |
| -------------------------------------------------- | ------------ | ------- |
| Велика Британія (BPI)                              | Срібний      | 60 000^ |
| США                                                | —            | 317,000 |
| ^відвантаження, що базуються лише на сертифікаціях |              |         |